# Wahlbezirk Böhmen 67
Der Wahlbezirk Böhmen 67 war ein Wahlkreis für die Wahlen zum Abgeordnetenhaus im österreichischen Kronland Böhmen. Der Wahlbezirk wurde 1907 mit der Einführung der Reichsratswahlordnung geschaffen und bestand bis zum Zusammenbruch der Habsburgermonarchie.

## Geschichte
Nachdem der Reichsrat im Herbst 1906 das allgemeine, gleiche, geheime und direkte Männerwahlrecht beschlossen hatte, wurde mit 26. Jänner 1907 die große Wahlrechtsreform durch Sanktionierung von Kaiser Franz Joseph I. gültig. Mit der neuen Reichsratswahlordnung schuf man insgesamt 516 Wahlbezirke, wobei mit Ausnahme Galiziens in jedem Wahlbezirk ein Abgeordneter im Zuge der Reichsratswahl gewählt wurde. Der Abgeordnete musste sich dabei im ersten Wahlgang oder in einer Stichwahl mit absoluter Mehrheit durchsetzen. Der Wahlkreis Böhmen 67 umfasste die Gerichtsbezirke Pisek, Mirowitz und Wodňan, wobei die Städte Písek und Wodňan (Wahlbezirk 30) ausgenommen waren:
Aus der Reichsratswahl 1907 ging der Tschechische Agrarier Jan Rataj als Sieger hervor. Er konnte sich auch bei der Reichsratswahl 1911 durchsetzen, verstarb jedoch 1915. Da der Reichsrat aber nach dem Beginn des Ersten Weltkriegs lange Zeit nicht zusammentrat, fand keine Nachwahl im Wahlbezirk statt.

## Wahlergebnisse

### Reichsratswahl 1907
Die Reichsratswahl 1907 wurde am 14. Mai 1907 (erster Wahlgang) sowie am 23. Mai 1907 (Stichwahl) durchgeführt.

#### Erster Wahlgang
| Kandidat                                                                       | Partei                                               | Wahlkreis- stimmen | Stimmen- anteil |
| ------------------------------------------------------------------------------ | ---------------------------------------------------- | ------------------ | --------------- |
| Jan Rataj                                                                      | Tschechische Agrarpartei                             | 4229               | 43,4 %          |
| Josef Kára                                                                     | Tschechische Sozialdemokratische Partei              | 3704               | 38,0 %          |
| Josef Freylach                                                                 | Partei des katholischen Volkes (Klerikaler Agrarier) | 1744               | 17,9 %          |
|                                                                                | Sonstige Parteien                                    | 62                 | 0,6 %           |
| Wahlberechtigte: 11.538, Ungültige/Leere Stimmen: 178, Wahlbeteiligung: 86,0 % |                                                      |                    |                 |

#### Stichwahl
| Kandidat                                                                       | Partei                                  | Wahlkreis- stimmen | Stimmen- anteil |
| ------------------------------------------------------------------------------ | --------------------------------------- | ------------------ | --------------- |
| Jan Rataj                                                                      | Tschechische Agrarpartei                | 5660               | 62,0 %          |
| Josef Kára                                                                     | Tschechische Sozialdemokratische Partei | 3470               | 38,0 %          |
| Wahlberechtigte: 11.538, Ungültige/Leere Stimmen: 163, Wahlbeteiligung: 80,5 % |                                         |                    |                 |

### Reichsratswahl 1911
Die Reichsratswahl 1911 wurde am 13. Juni 1911 durchgeführt. Die Stichwahl entfiel auf Grund der absoluten Mehrheit von Jan Rataj im ersten Wahlgang.

#### Erster Wahlgang
| Kandidat                                                                       | Partei                                  | Wahlkreis- stimmen | Stimmen- anteil |
| ------------------------------------------------------------------------------ | --------------------------------------- | ------------------ | --------------- |
| Jan Rataj                                                                      | Tschechische Agrarpartei                | 4531               | 52,6 %          |
| Emanuel Kasík                                                                  | Tschechische Sozialdemokratische Partei | 1917               | 22,3 %          |
| Václav Bambas                                                                  | Christlichsoziale Partei                | 1075               | 12,5 %          |
| Václav Větrovec                                                                | Häuslerpartei                           | 1032               | 12,0 %          |
|                                                                                | Sonstige Parteien                       | 52                 | 0,6 %           |
| Wahlberechtigte: 11.674, Ungültige/Leere Stimmen: 123, Wahlbeteiligung: 75,2 % |                                         |                    |                 |